# Župa, Danilovgrad
Župa este un sat din comuna Danilovgrad, Muntenegru. Conform datelor de la recensământul din 2003, localitatea are 26 de locuitori (la recensământul din 1991 erau 37 de locuitori).

## Demografie
În satul Župa locuiesc 23 de persoane adulte, iar vârsta medie a populației este de 48,9 de ani (48,5 la bărbați și 49,3 la femei). În localitate sunt 12 gospodării, iar numărul mediu de membri în gospodărie este de 2,17.
|  |

| Demografie | Demografie | Demografie |
| An         | Locuitori  | Locuitori  |
| ---------- | ---------- | ---------- |
|            |            |            |
|            |            |            |
|            |            |            |
|            |            |            |
| 1948       | 104        |            |
| 1953       | 109        |            |
| 1961       | 122        |            |
| 1971       | 60         |            |
| 1981       | 41         |            |
| 1991       | 37         | 37         |
| 2003       | 26         | 26         |

| \| Componența etnică conform recensământului din 2003[2] \| Componența etnică conform recensământului din 2003[2] \| Componența etnică conform recensământului din 2003[2] \| Componența etnică conform recensământului din 2003[2] \| Componența etnică conform recensământului din 2003[2] \| \| ----------------------------------------------------- \| ----------------------------------------------------- \| ----------------------------------------------------- \| ----------------------------------------------------- \| ----------------------------------------------------- \| \| \| \| \| \| \| \| Muntenegreni \| Muntenegreni \| \| 22 \| 84,61% \| \| Sârbi \| Sârbi \| \| 4 \| 15,38% \| \| necunoscută \| necunoscută \| \| 0 \| 0% \| |              |  |    |        |
| Componența etnică conform recensământului din 2003 |              |  |    |        |
| |              |  |    |        |
| Muntenegreni | Muntenegreni |  | 22 | 84,61% |
| Sârbi | Sârbi        |  | 4  | 15,38% |
| necunoscută | necunoscută  |  | 0  | 0%     |